# République tchèque aux Jeux olympiques d'hiver de 2002
La République tchèque participe aux Jeux olympiques d'hiver de 2002 à Salt Lake City.  

## Médaillés
| Medaille | Athlète             | Sport           | Épreuve                 |
| -------- | ------------------- | --------------- | ----------------------- |
| Or       | Aleš Valenta        | Ski acrobatique | saut acrobatique hommes |
| Argent   | Kateřina Neumannová | Ski de fond     | Poursuite femmes        |
| Argent   | Kateřina Neumannová | Ski de fond     | 15 km libre femmes      |